# Alps Càrnics
Els Alps Càrnics (en italià: Alpi Carniche) són una subsecció dels Alps Càrnics i del Gail, que queda en els límits del Tirol Oriental, entre Caríntia (Àustria) i Friül (Itàlia). S'estenen d'est a oest uns 100 km, entre els rius Drava, Gail i Tagliamento. Ocupen el nord-est del Friül-Venècia Júlia i la part meridional de Caríntia, i es troben entre les Dolomites i els Alps Julians.

## Topònim
Són anomenats així a causa de la província romana de Càrnia, el nom de la qual tenia probablement un origen cèltic. Així es deia aquesta regió muntanyenca quan va ser envaïda en el segle v aC pels carns, poble definit per Polibi com el més fer i bel·licós de la Venetia, d'estirp cèltica, que van recórrer el Friül i van trobar la resistència dels vènets o vènets-il·lírics (que van arribar entre els segles X i VIII aC procedents de les valls del Danubi saquejant els pujols Euganeus) i s'havien establert aquí.
Les muntanyes van donar el seu nom a l'etapa geològica coneguda com el Carnià.

## Classificació
La partició dels Alps de 1926 feia dels Alps Càrnics una secció dels Alps orientals subdividida en dos grups:
- Alps del Gail
- Alps de Tolmezzo.

L'AVE parla de Cadena Càrnica Principal que correspon als dos primers supergrups dels Alps Càrnics segons la SOIUSA i aquesta Cadena Càrnica Principal la considera com el grup núm. 57 dels 75 dels Alps orientals. A més considera en forma més extensa els Prealps Càrnics, inserint en ells també el tercer i quart subgrup dels Alps Càrnics segons la SOIUSA, anomenats Alps de Tolmezzo.
Segons la SOIUSA del 2005, els Alps Càrnics són una subsecció dels Alps del sud-est que amb els Alps del Gail i els Prealps Càrnics formen la secció dels Alps Càrnics i del Gail. El seu codi és II/C-33.I.

## Límits
Limiten:
- al nord amb els Alps del Gail (en la mateixa secció alpina) i separades per Kartischer Sattel i el curs del riu Gail;
- a l'est amb els Karavanke (en els Alps de Caríntia i d'Eslovènia) i separats pel curs del riu Slizza;
- al sud-est amb els Alps Julians (en els Alps i Prealps Julians) i separats pel curs del riu Fella;
- al sud-est amb els Prealps Julians (en els Alps i Prealps Julians);
- al sud amb els Prealps Càrnics (en la mateixa secció alpina) i separats pel pas de la Mauria;
- a l'oest amb les Dolomites de Sesto, de Braies i d'Ampezzo (a les Dolomites) i separats pel pas de Muntanya Croce di Comelico;
- al nord-oest amb els Alps Pusteresi (als Alps de Tauern occidentals) i separats per la Val Pusteria.

Girant en el sentit de les agulles del rellotge, els límits geogràfics són: pas de Muntanya Croce di Comelico, Valle di Sesto, riu Drava, Kartischer Sattel, riu Gail, Val Canale, Sella di Camporosso, Val Canale, Canal del Ferro, riu Tagliamento, pas de la Mauria, riu Piave, torrent Padola, pas de Muntanya Croce di Comelico.

## Subdivisió
D'acord amb les definicions de la SOIUSA, els Alps Càrnics se subdivideixen en quatre supergrups, 14 grups i 39 subgrups:
- Cadena Cavallino-Peralba-Coglians (A)[3]
  - Cresta Palombino-Valcomun-Piz delle Dodici (A.1)
    - Cresta Pontegrotto-Cavallino-Palombino (A.1.a)
      - Dorsal de la Muntanya Cavallino (A.1.a/a)
      - Costiera Quaterna-Rosson (A.1.a/b)
      - Dorsal Palombino-Cim Vallona (A.1.a/c)

    - Costiera delle Crode dei Longerin (A.1.b)
    - Cresta Vancomun-Pietra Bianca (A.1.c)
      - Dorsal Croda Nera-Vancomun (A.1.c/a)
      - Dorsal Pietra Bianca-Piz delle Dodici (A.1.c/b)

  - Costiera Peralba-Rinaldo (A.2)
    - Massís Peralba-Avanza (A.2.a)
    - Subgrup del Rinaldo (A.2.b)

  - Cresta Fleons-Volaia (A.3)
    - Giogaia dei Fleones (A.3.a)
    - Cresta Bordaglia-Volaia (A.3.b)
      - Dorsal Bordaglia-Stallonkofel (A.3.b/a)
      - Monts de Volaia (A.3.b/b)

  - Cresta Coglians-Mooskofel (A.4)
    - Massís del Coglians (A.4.a)
      - Cresta del Coglians (A.4.a/a)
      - Dorsal del Crostis (A.4.a/b)
      - Cresta de la Chianevate (A.4.a/c)

    - Subgrup del Mooskofel (A.4.b)
- Cadena Polinik-Gartnerkofel-Osternig (B)[4]
  - Cresta Polinik-Cavallo di Pontebba(B.5)
    - Dorsal Polinik-Timau (B.5.a)
    - Dorsal Cuesta Alta-Hochwipfel (B.5.b)
    - Massís del Paularo (B.5.c)
    - Massís del Zermula (B.5.d)
    - Dorsal Creta di Aip-Cavallo di Pontebba (B.5.i)

  - Cresta Gartnerkofel-Poludnig-Osternig (B.6)
    - Dorsal Gartnerkofel-Scinauz(B.6.a)
    - Dorsal Poludnig-Sagran (B.6.b)
    - Dorsal Osternig-Goriane (B.6.c)
- Alps de Tolmezzo Occidentals (C)
  - Grup Siera-Clap-Terze (o Dolomites de Pesaro) (C.7)
    - Subgrup del Siera (C.7.a)
      - Massís del Siera (C.7.a/a)
      - Dorsal del Pleros (C.7.a/b)

    - Subgrup dei Clap (C.7.b)
    - Subgrup delle Terze (C.7.c)

  - Grup Rioda-Col Gentile (C.8)
    - Dorsal Rioda-Noverza (C.8.a)
    - Massís del Col Gentile (C.8.b)

  - Giogaia del Bivera (C.9)
    - Massís del Tiarfin (C.9.a)
    - Massís del Bivera (C.9.b)
    - Massís de Tinisia (C.9.c)

  - Grup dei Brentoni (C.10)
    - Massís dei Brentoni (C.10.a)
    - Massís del Cornon (C.10.b)
    - Massís del Pupera Valgrande (C.10.c)
    - Massís del Crissin (C.10.d)
- Alps de Tolmezzo Orientals (D)
  - Grup del Arvenis (D.11)
    - Dorsal Tamai-Zoncolan (D.11.a)
    - Dorsal Arvenis-Clapa (D.11.b)
    - Dorsal del Dauda (D.11.c)

  - Grup del Tersadia (D.12)
  - Grup Sernio-Grauzaria (D.13)
    - Dorsal de la Grauzaria (D.13.a)
    - Dorsal Sernio-Palasecca (D.13.b)
    - Dorsal dell'Amariana (D.13.c)

  - Grup del Zuc del Bôr(D.14)
    - Dorsal Zuc del Bôr-Chiavals-Gleriis (D.14.a)
    - Cresta de Vualt (D.14.b)
    - Costiera Crotis-Pisimon (D.14.c)
    - Cresta de la Slenza (D.14.d)

Ha de tenir-se present que els dos primers supergrups van ser anomenats Cadena Càrnica Principal i el tercer i quart supergrup formen els Alps de Tolmezzo.

## Els cims
El cim més alt dels Alps Càrnics és la muntanya Coglians (2.780 m), a la província d'Udine.
Els seus cims més importants són:
- Monte Peralba 2.694 m
- Monte Cavallino 2.689 m
- Monte Terza Grande 2.586 m
- Monte Fleons 2.507 m
- Monte Pramaggiore 2.478 m
- Monte Bìvera 2.474 m
- Creta Forata 2.462 m
- Monte Chiadenis 2.459 m
- Gailtaler Polinik - 2.332 m
- Creta di Aip 2.279 m
- Monte Cavallo di Pontebba 2.240 m
- Creta di Timau 2.217 m
- Gartnerkofel 2.195 m
- Monte Sernio 2.187 m
- Monte Zermula 2.143 m
- Monte Tinisa 2.120 m
- Osternig 2.052 m
- Monte Amariana 1.906 m

Els seus ports principals són:
- Oefnerjoch (2.301 msnm)
- Wolayer Pass (1.922 msnm)
- Plöcken Pass (1.360 msnm)

Existeix una única glacera, l'Eiskar.

## Galeria fotogràfica

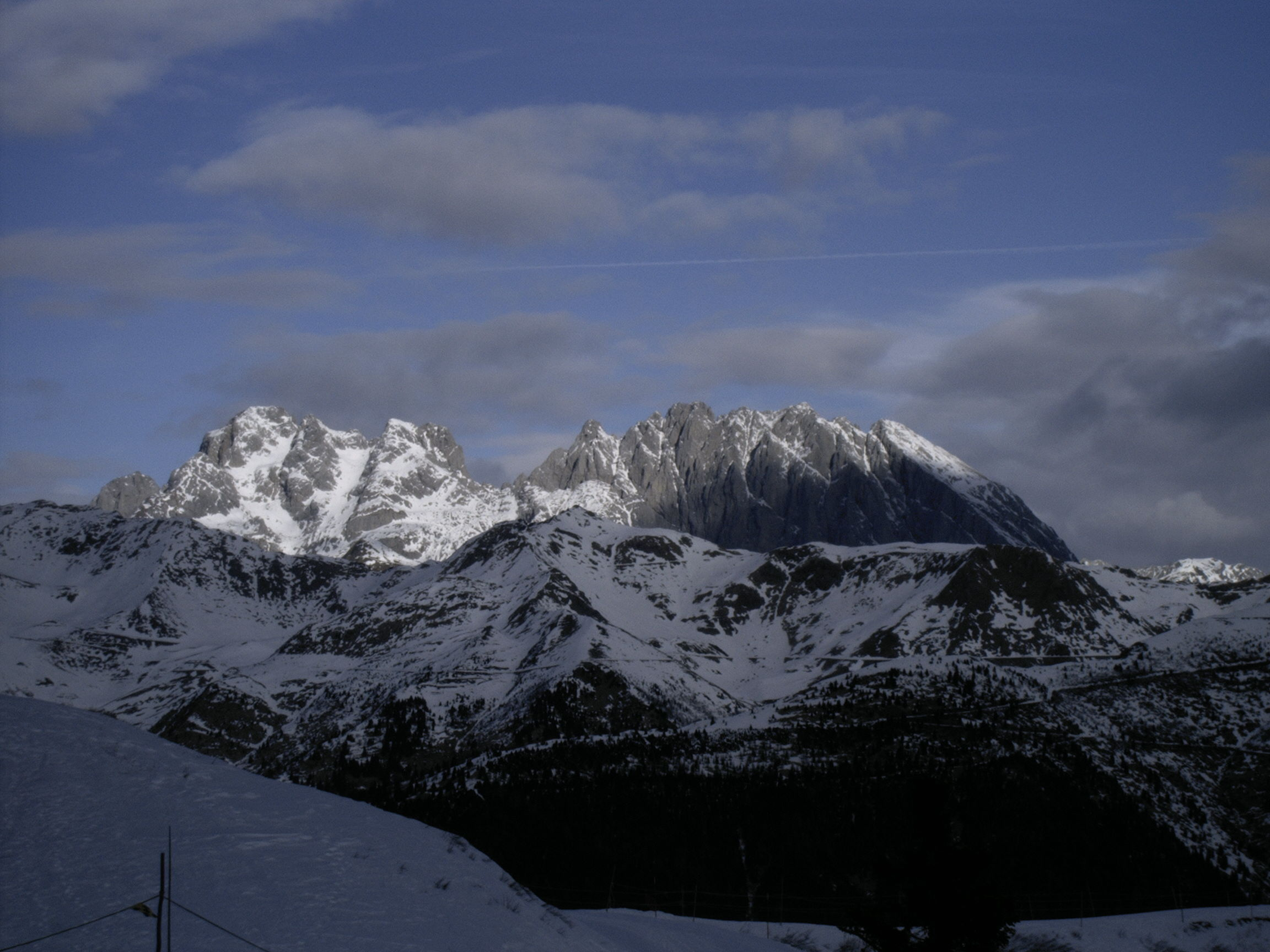
La muntanya Coglians
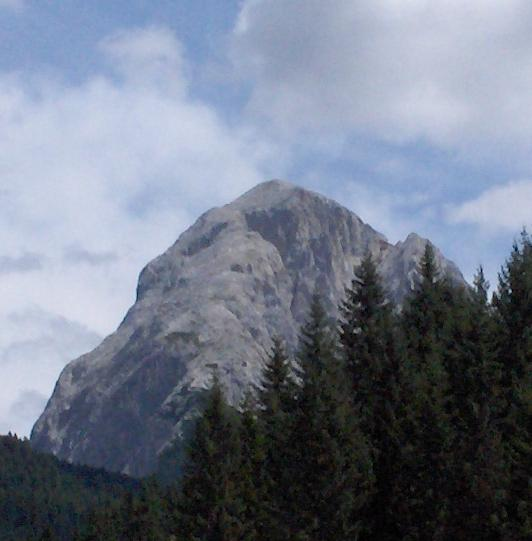
La muntanya Peralba
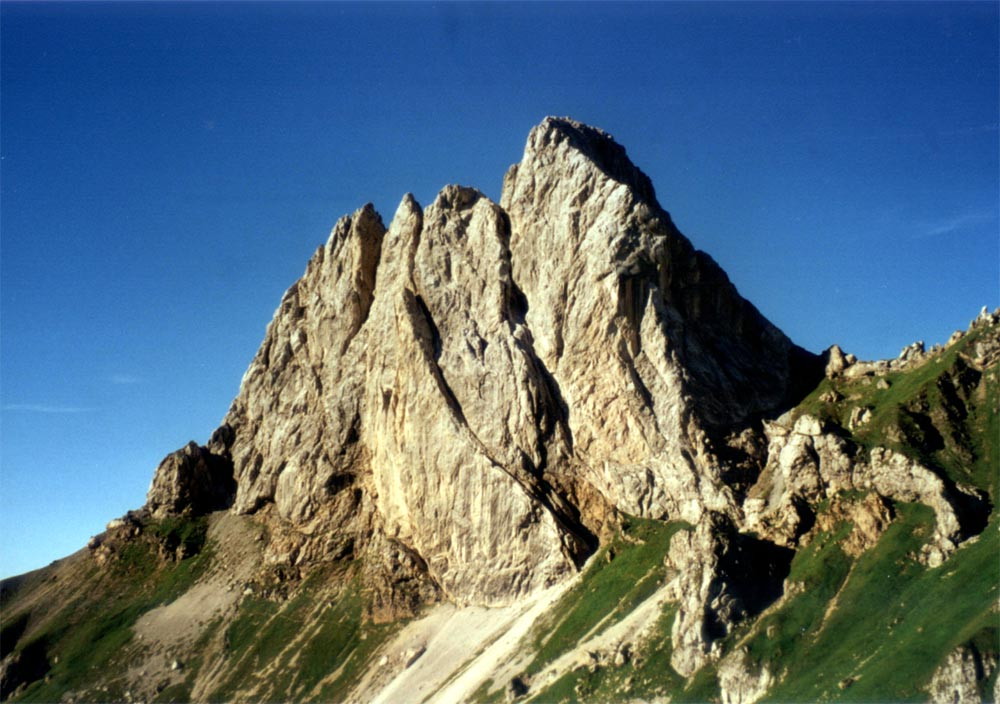
La muntanya Chiadenis
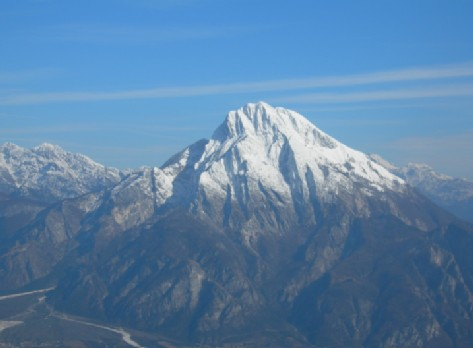
La muntanya Amariana
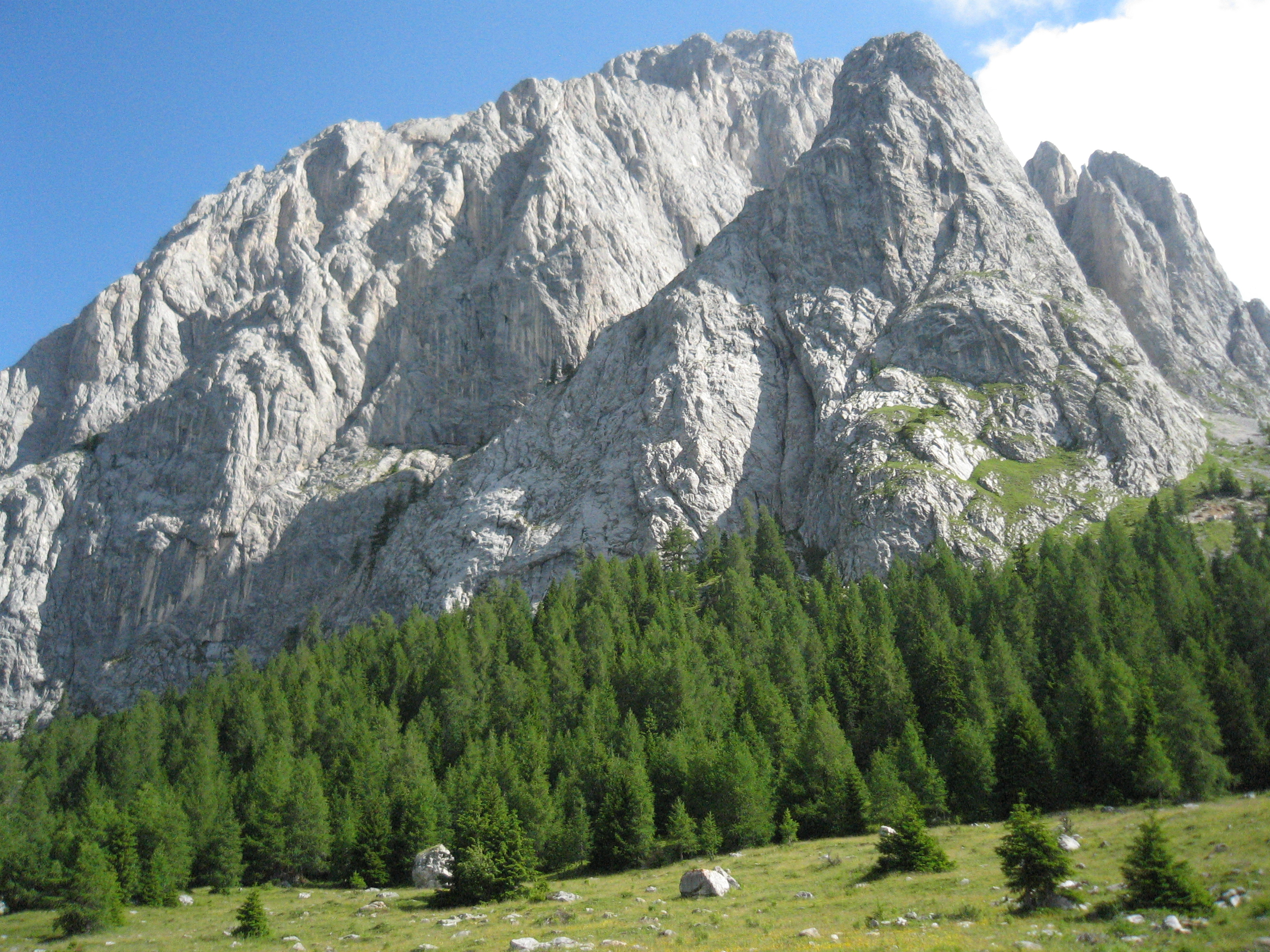
Muntis de Sappada,